# Enrique Kirberg
Enrique Kirberg Baltiansky (Santiago, 30 de julio de 1915-Ibidem, 23 de abril de 1992) fue un ingeniero eléctrico y académico chileno. Fue el primer rector elegido en claustro pleno (votación universal) de profesores y estudiantes durante la Reforma Universitaria de 1967-1973 en Chile.

## Biografía

### Infancia y adolescencia
Nació en Santiago, en una familia judía de clase baja. Su padre, el comerciante Arturo Kirberg, nació en Argentina, hijo de inmigrantes austriacos, y emigró a Chile en su adolescencia, mientras que su madre, Rosa Baltiansky, era de origen ruso. Aunque de niño vivió en numerosos lugares —Santiago, Talca, Quillota, Valparaíso y Quilpué, en Chile; Lima y Arequipa en Perú—, Kirberg se consideraba a sí mismo porteño, es decir, de Valparaíso.
Contrajo matrimonio con la activista sufragista Inés Erazo, con quien tuvo tres hijos. 

### Activismo político y carrera universitaria
Graduado de la Escuela de Artes y Oficios y de la Escuela de Ingenieros Industriales. Primer presidente de la Federación de Estudiantes Mineros e Industriales de Chile (FEMICH).
Fue miembro del soviet nacido en la breve República Socialista de Chile, para luego ingresar a las Juventudes Comunistas de Chile.
Como presidente de la FEMICH participa de la campaña que desemboca en la fundación de la Universidad Técnica del Estado.
Asumió la Rectoría de la Universidad Técnica del Estado el 20 de agosto de 1968. Fue dos veces reelegido en claustro pleno de profesores, estudiantes y funcionarios (1969 y 1972).
Al producirse el golpe de Estado de 1973, Kirberg fue hecho prisionero y pasó dos años en condición de preso político en el Campo de Concentración de Isla Dawson. Luego vivió como exiliado en los EE. UU. y en Uruguay. Retornó a Chile en 1989 y falleció en 1992, luego de haber recibido un doctorado honoris causa por la Universidad de Santiago.
En 1993 se creó la Fundación Enrique Kirberg, cuyo primer presidente fue el Dr. Edgardo Enríquez, quien fuera Rector de la Universidad de Concepción durante los años de la Reforma.
Los textos completos de un libro de Kirberg (Los nuevos profesionales) y otro acerca de Kirberg (Kirberg: Testigo y Actor del Siglo XX) se encuentran en los enlaces externos.

### Homenajes

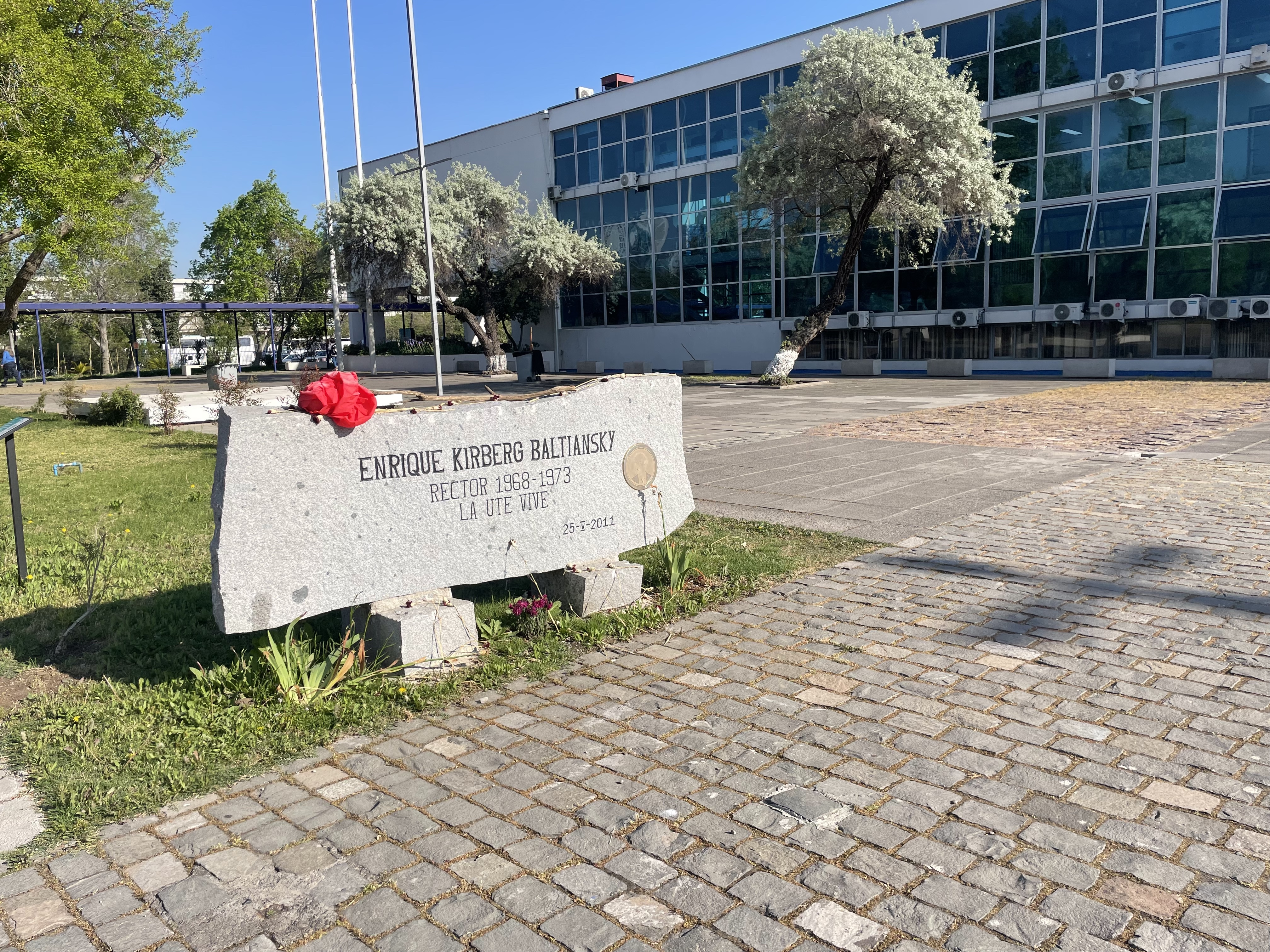
Memorial a Enrique Kirberg frente a la Casa Central de la Universidad de Santiago de Chile

Ha sido merecedor de múltiples reconocimientos, siéndole otorgado el grado de doctor honoris causa de la Universidad de Santiago de Chile. Además, la antes llamada calle Schatchtebeek, ubicada frente a la Rectoría de la Universidad de Santiago, lleva actualmente su nombre, al igual que un monolito ubicado en el patio sur del edificio de Rectoría, ambos inaugurados el 2011. El 2012 las Juventudes Comunistas de la Universidad de Santiago entregaron un homenaje póstumo en el marco de los 100 años del Partido Comunista de Chile.
Existe un liceo en Maipú llamado Liceo Tecnológico Enrique Kirberg Baltiansky, inaugurado en 2010.